# Binder (Tschad)
Binder ist eine Stadt und Hauptort des Départements Mayo Binder in der Provinz Mayo-Kebbi Ouest im Tschad. Die Stadt liegt im Westen der Provinz nahe der Grenze zu Kamerun am Ufer des Mayo-Binder, eines nördlichen Nebenflusses des Mayo Kébbi.

## Geographie
Das Gebiet liegt sehr isoliert, insbesondere während der Hochwasserperioden von Juli bis Oktober ist die Stadt nur über eine Straße von Westen her aus Léré sowie über eine Nebenstraße aus Mbrao erreichbar.

## Geschichte
Binder war ursprünglich eine Siedlung der Mudang. Die Häuser wurden aus Lehm nach der Bauweise der Mundang errichtet. Im 19. Jahrhundert wurde das Gebiet vom Heiligen Krieg (Dschihad) der muslimischen Fulbe erobert, die vom nigerianischen Yola aus in den heutigen Norden Kameruns und Teile des westlichen Tschad eingefallen waren. Die Mundang zogen nach Süden jenseits des Mayo Kébbi ab. Die Fulbe gründeten daraufhin das Lamidat (Königreich der Fulbe) von Binder. Die Siedlung ist bis heute eine Exklave der Fulbe im Land der Mundang.
Im November 1911 kam das Gebiet nach dem deutsch-französischen Grenzabkommen in deutschen Kolonialbesitz und wurde Teil der Kolonie Kamerun. Ein Posten der Schutztruppe war dort stationiert. Die Deutschen bezeichneten die Siedlung auch als Binder-Fulbe.
Im Zuge der Aufteilung des deutschen Kolonialgebiets nach Ende des Ersten Weltkriegs wurde das Gebiet bis 1960 Teil des französischen Kolonialreichs in Zentralafrika. Anschließend wurde Binder Teil des nun unabhängigen Tschad.

## Wirtschaft
Insgesamt basiert die Wirtschaft der Stadt, vor allem an den Ufern des Mayo-Binder, auf Landwirtschaft, Viehzucht und Fischerei, wobei letztere eher unbedeutend ist.